# Завидовичи (город, Босния и Герцеговина)
Зави́довичи (босн. и хорв. Zavidovići, серб. Завидовићи) — город в центральной части Боснии и Герцеговины, в Зеницко-Добойском кантоне Федерации Боснии и Герцеговины, административный центр одноименной общины. Лежит в сточищи трех рек: Босни, Кривай и Гостовича. Издавна известен крупным промышленным комбинатом по переработке древесины «Кривая», за что заслуженно получил прозвище «город древесины» (босн. grad drveta).

## История
В этой местности есть остатки богомильской культуры до периода османского владычества. Завидовичи впервые упоминаются в 1565 году как село с 10 босняцьких семей.
Как город Завидовичи возник в конце XIX века при австро-венгерской власти, которая коренным образом улучшила местную экономику, создав здесь деревообрабатывающую промышленность. Императорско-королевская власть договорилась об эксплуатации густых лесов с фирмой «Марпурго и Паренте», которая в 1887 году построила лесную гравитационную железную дорогу в долине реки Гостович и соорудила в Завидовичи лесопилку в 1897 году.
1899 года лесопилку у фирмы «Марпурго и Паренте» выкупила фирма «Грегерсон и сыновья», которая построила железнодорожную ветку вдоль реки Кривай.
В 1900 году было закончено строительство узкоколейки долиной реки Кривай, а фирма «Eissler & Ortlieb» построила в Завидовичи самую современную лесопилку в Европе. В 1902 году эта фирма подала заявление в провинциального правительства в Сараево об образовании муниципалитета Завидовичи, а в 1911 году после длительной процедуры его было создано. В то время местечко насчитывало около 3800 жителей и выражало основные признаки городской среды.
После Второй мировой войны основана в 1884 году фирма, названная в честь реки Кривая, расширилась. Предприятие сосредоточилось на производстве мебели, оно начало экспортировать в США под названием «Krivaja Beechbrook». Через войну в Боснии бывший гигант и город остались почти ни с чем. Во время этой войны покинуло дома немало жителей этого некогда многонационального городка, которые по национальности были сербами и хорватами, а после войны мало кто вернулся в свои дома. Теперь этот город населяют преимущественно боснийцы.
6 апреля 2009 года в Завидовичи был торжественно открыт первый деревянный пешеходный мост, который получил название «Радуга» и совместил автостанцию с центром города через реку Босна, но в мае 2014 года в результате наводнения, затронувшего и Боснию и Герцеговину, мост был снесен.